# Oliver Bendt

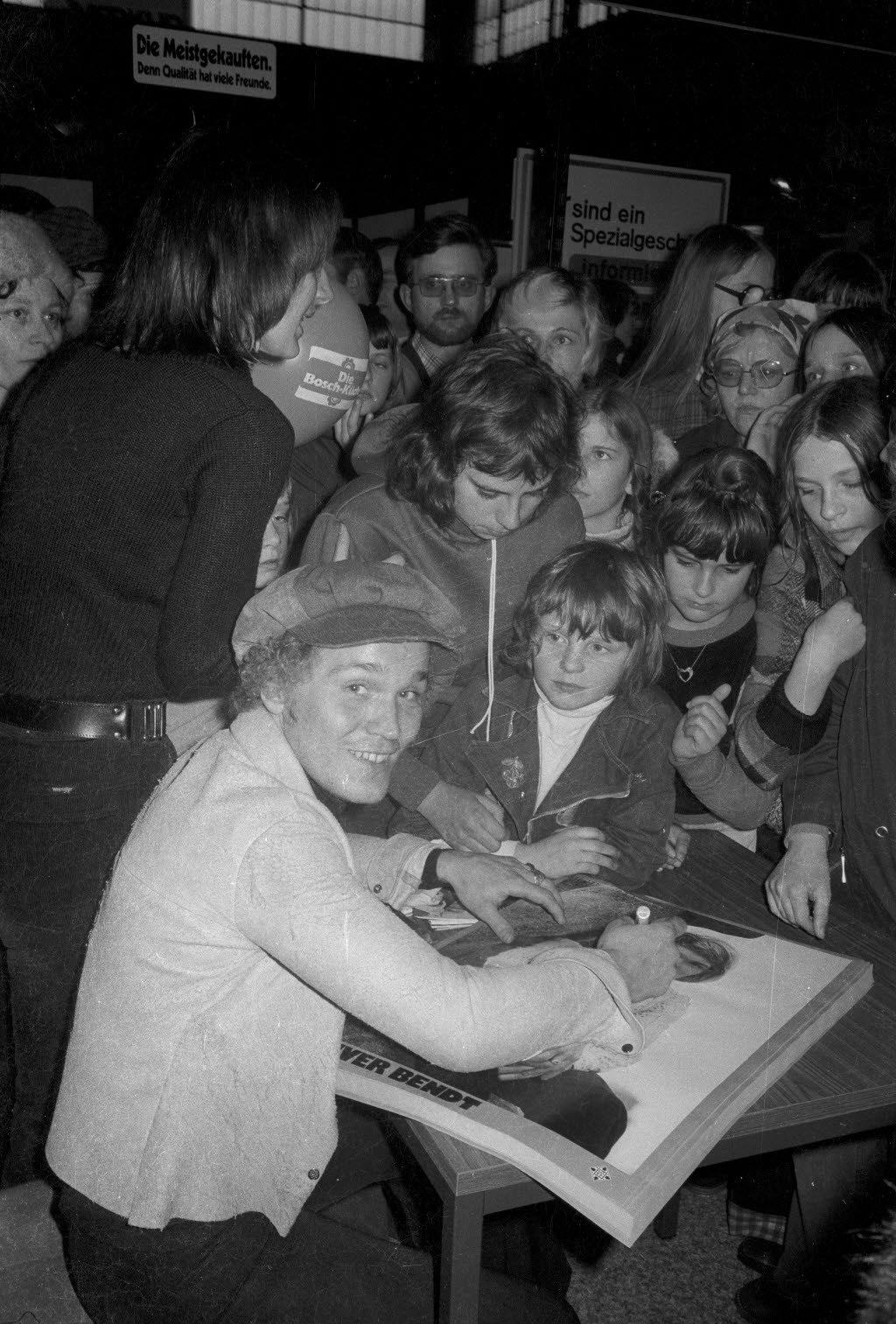
Oliver Bendt, 1975.

Oliver Bendt, de son vrai nom Jörg Knoch, né le 29 octobre 1946 à Potsdam, est un chanteur de schlager et un acteur allemand.

## Biographie
Fils d'une actrice, Jörg Knoch grandit à Munich et, enfant joue dans plusieurs films, dont Königswalzer (1955) et Weil du arm bist, musst du früher sterben (1956). Il reçoit une formation vocale à la chorale de la cathédrale et étudie le chant à la Hochschule für Musik und Theater de Hambourg. 
Il chante dans la production allemande de la comédie musicale Hair puis fonde vers la fin des années 1970 le groupe Goombay Dance Band avec lequel il obtient de nombreux succès. 

## Succès
- Sun of Jamaïca
- Was ich tat, tat ich nur für Maria
- Ich komm´ zurück nach Amarillo
- Mein Lied für Maria
- Oh, Marie